# 不可思議
- 關於法名「不可思議」的唐代新羅國來華僧人，請見「釋不可思議」。
- 關於其他用法，請見「不可思議 (消歧義)」。

漢傳佛教中的不可思議有兩個來源和意義：
- 奇異的、稀有的、絕妙的、常人意想不到的奇跡（羅馬化：āścarya），也作不思議、摩诃不思议、摩诃不可思议、稀有，可以是指佛的智慧與神通；另外不可思議也是一數字單位。
- 因常人的智慧不能思惟，所以不能夠或不應該思惟議論的事項，他和無記的意義有相似性，都包含了無關解脫的事情不應該去思惟議論的含義。

## 詞源
- 梵語、巴利語義爲絕妙的、奇異的、稀奇的[1]，漢譯爲“不可思議”。 該詞同時用爲古漢語中的大數。

- 巴利語來自否定詞頭a-，和詞根cinteyya，後者義爲“應該考慮的”[2]，整詞義爲不應該去思惟議論，也漢譯爲“不可思議”；即和無記意義相近，強調常人智慧無法想象其因緣，故不必多問，如《增一阿含經》四事不可思議即是[3]。

## 概論

### 神力
出自《维摩诘所说经·不思议品》，謂佛陀有凡人無法想象思惟（“思”）、無法言說表達（“議”）的微妙境界，用現代話來說就是“超驗”的，多指智慧和神通，如佛的“不可思議神通力”。
《增一阿含經》列出四不可思議：
- 众生不可思议，“谓世间众生，为从何来，复从何起；从此命终，当从何生；皆不可思议，故云众生不可思议。”
- 世界不可思议，“谓一切世界，皆由众生业力而成，成而复坏，坏而复成，始终相续，无有断绝，故云世界不可思议。”
- 龙境界不可思议，“谓龙降雨，非从口出，亦不从眼耳鼻出，但龙有大神力，意之所念，若善若恶，皆能作雨，故云龙境界不可思议。”
- 佛境界不可思议，“谓如来之身，清净无染，不可漠测，不可言长，不可言短；与夫梵音深远，智慧辩才，现通说法，一切人天二乘等众皆莫能测，故云佛境界不可思议。”

在現代漢語、日語（不可思議／ふかしぎ，不思議／ふしぎ）和朝鮮語（불가사의/不可思議）中多引申爲形容無法想象，或難以理解。

### 數量
佛教中也用不可思議來作為數量詞。在中國本土，元代朱世傑《算學啓蒙》首次用到并記載不可思議這個單位。無量數是那由他（10112）的萬萬倍大約有一百二十個零（10120）。
日本《塵劫記》一書自寛永8年出版首度記載無量大數。
| 10112 | 一那由他     |
| …     | …            |
| 10119 | 千万那由他   |
| 10120 | 一不可思議   |
| 10121 | 十不可思議   |
| 10122 | 百不可思議   |
| 10123 | 千不可思議   |
| 10124 | 一万不可思議 |
| 10125 | 十万不可思議 |
| 10126 | 百万不可思議 |
| 10127 | 千万不可思議 |
| 10128 | 一無量数     |

| 1039 | 一那由他     |
| …    | …            |
| 1046 | 千万那由他   |
| 1047 | 一不可思議   |
| 1048 | 十不可思議   |
| 1049 | 百不可思議   |
| 1050 | 千不可思議   |
| 1051 | 一万不可思議 |
| 1052 | 十万不可思議 |
| 1053 | 百万不可思議 |
| 1054 | 千万不可思議 |

| 1072 | 一那由他     |
| …    | …            |
| 1079 | 千万那由他   |
| 1080 | 一不可思議   |
| 1081 | 十不可思議   |
| 1082 | 百不可思議   |
| 1083 | 千不可思議   |
| 1084 | 一万不可思議 |
| 1085 | 十万不可思議 |
| 1086 | 百万不可思議 |
| 1087 | 千万不可思議 |
| 1088 | 一無量大数   |

| 1060 | 一那由他   |
| …    | …          |
| 1063 | 千那由他   |
| 1064 | 一不可思議 |
| 1065 | 十不可思議 |
| 1066 | 百不可思議 |
| 1067 | 千不可思議 |
| 1068 | 一無量大数 |